# Zoraida koannania
Zoraida koannania är en insektsart som beskrevs av Matsumura 1914. Zoraida koannania ingår i släktet Zoraida och familjen Derbidae. Inga underarter finns listade i Catalogue of Life.